# V160系列机车
V160系列机车（德語：Die V 160-Familie）是德国联邦铁路在20世纪60年代至70年代所生产的一系列密切相关的四轴液力传动柴油机车的统称，它们均有一个共同的特点：即是全数基于V160型柴油机车为蓝本进行开发。这一系列机车的型号包括V160型（后称216型）、V162型（后称217型）、V163型（后称215型）、V164型（后称218型）、V169型（后称219型）和210型，进入21世纪后，德国铁路又为该系列补充了225型及226型，这是通过将原有的215型及216型改造而来。这些机车形成了联邦德国直至1990年代除调车机车外的柴油机车骨干力量，并在2000年代连同原德国国营铁路的232型机车一同延续了这一地位。